# Dungeons (Computerspiel)
Dungeons ist ein von Realmforge Studios entwickeltes Echtzeit-Strategiespiel, das Anfang 2011 von Kalypso Media veröffentlicht wurde. Zu dem Spiel erschien im Herbst 2011 ein eigenständig lauffähiges Add-on unter dem Titel Dungeons: The Dark Lord.

## Dungeons
Das Spiel ist ein Strategiespiel, inspiriert von Bullfrogs Dungeon Keeper, in dem der Spieler die Rolle des „Dungeonlords“ übernimmt, dem Hüter seines eigenen Dungeon. Die Entwickler versuchen mit dem Spiel die endlosen Ansammlungen von Gold, Waffen und ähnlichem in Computerspielen zu erklären.
Das Spiel handelt von den Abenteuern des Dungeonlords, welcher versucht, Helden in seinen Dungeon zu locken, um ihre „Seelenenergie“ zu rauben.

### Spielprinzip
Jeder Held hat Seelenenergie, welche zunimmt umso glücklicher der Held wird. Daher muss der Spieler, als Dungeonlord, mithilfe seiner zahlreichen aber unselbständig agierenden Goblinarbeitern Gold, Waffen, Schwache Gegner, Bücher und Fallen verteilen und verwalten. Denn Helden wollen – je nach Typ – Gold und neue Waffen finden, sich Wissen aneignen, Fallen entschärfen oder Gegnern schaden bzw. Schaden anrichten. Es können später im Spiel Champion-Helden auftauchen, die ausschließlich die Vernichtung des Dungeonlord im Sinne haben.
Was ein einzelner Held will hängt vom einzelnen Individuum ab, jedoch wollen Magier meist sich Wissen in Bibliotheken aneignen, Schurken meist Fallen entschärfen und Krieger meist Schaden einstecken. Wichtig dabei ist nur, dass der Held nicht sterben sollte, bevor er vollends glücklich wurde bzw. sein Maximum an Seelenenergie erreicht hat oder ihm Langweilig werden sollte, sodass er sich direkt zur Suche nach dem sog. „Dungeonherz“ aufbricht.
Das Dungeonherz ist das Zentrum des Dungeons, geht dieses an die Helden verloren, ist der Dungeonlord besiegt. Auch wird der Dungeonlord am Dungeonherz wiederbelebt.
Besiegte Helden lassen sich in Folterkammern bringen, sodass man auch noch den letzten Rest von Freude/Seelenenergie aus ihnen extrahiert werden kann.

### Rezeption
Dungeons wurde von der Fachpresse nur als mittelmäßig gewertet. Häufig bemängelt wurde, dass es, obwohl es sich explizit am Vorbild Dungeon Keeper orientiert, dessen Qualitäten nicht erreicht. Andere Reviewer bemerkten, dass „Dungeons nur sehr vage von Dungeon Keeper inspiriert ist und die Spielmechanik eher einem micromanagementlastigem RollerCoaster Tycoon-Spiel mit etwas Diablo entspricht“.
Trotz der nur mittelmäßigen Kritiken stand Dungeons Anfang Februar 2011 auf Platz 1 der von Media Control ermittelten PC-Vollpreis-Charts, vor StarCraft II: Wings of Liberty und World Of Warcraft: Cataclysm.

### Erweiterungen
Zu Dungeons gibt es zwei kostenpflichtige Download-Pakete (DLCs), die jeweils neue Karten und weitere Spielinhalte umfassen. Im November 2011 wurden das Grundspiel und beide Download-Pakete zu einer Game of the Year Edition zusammengefasst.

## Dungeons – The Dark Lord
Dungeons – The Dark Lord ist eine eigenständig spielbare Erweiterung zu Dungeons, die am 22. September 2011 veröffentlicht wurde. The Dark Lord enthält neben einer neuen Einzelspielerkampagne auch verschiedene Mehrspielermodi für bis zu vier Spieler und eine neue Umgebung. Zu der Erweiterung wurde eine eigene Demo-Version veröffentlicht, welche drei Tutorialmissionen sowie eine weitere Karte umfasst.
In der Einzelspielerkampagne übernimmt der Spieler die Rolle von Calypso, der Ex-Geliebten des „Dungeon Lords“ aus dem Grundspiel. Dieser hat einen mächtigen Ring geschaffen, dessen Zerstörung Ziel der Kampagne ist. Das Spielprinzip entspricht dabei dem des Grundspiels, jedoch wurden verschiedene Mechanismen überarbeitet, beispielsweise die Zeitlimits entfernt.
Um Patches für das Spiel herunterladen zu können, ist das Einrichten eines Spielerkontos beim Publisher Kalypso sowie die Eingabe der Seriennummer erforderlich. Laut Publisher soll die Kontobindung durch Nachfrage aufgehoben werden können, um so beispielsweise einen Weiterverkauf zu ermöglichen.
Die Testberichte zu Dungeons – The Dark Lord fielen gegenüber denen zum Vorgänger etwas besser aus, unter anderem wurden der Wegfall der Zeitlimits sowie der neue Mehrspieler-Modus positiv bemerkt. Andere Mängel des Vorgängers, etwa der monotone Ablauf, Schwächen in der Spielbalance sowie fehlende taktische Möglichkeiten, seien dagegen nicht beseitigt worden. GameStar beschrieb das Spiel im Fazit als „Humorvolles Buddeln ohne Tiefgang“ und vergab 71 von 100 Punkten.

## Fortsetzungen
Am 24. April 2015 erschien Dungeons 2 für Linux, macOS, PlayStation 4 und Windows (Vista, 7, 8, 10) und am 13. Oktober 2017 Dungeons 3 ebenfalls für Linux, macOS, PlayStation 4 und Windows. Anders als Dungeons werden die Fortsetzungen auch ohne Digitale Rechteverwaltung via GOG.com vertrieben. Für beide Fortsetzungen gibt es je vier Erweiterungen.